# Bradysia fuliginosa
Bradysia fuliginosa är en tvåvingeart som först beskrevs av Blanchard 1852.  Bradysia fuliginosa ingår i släktet Bradysia och familjen sorgmyggor. Inga underarter finns listade i Catalogue of Life.